# Passeport japonais
Le passeport japonais (en japonais : 日本国旅券, Nihonkoku ryoken) est un document de voyage international délivré aux ressortissants japonais, et qui peut aussi servir de preuve de la citoyenneté japonaise. Il porte le sceau impérial du Japon, le sceau du chrysanthème (菊の御紋, kiku no gomon).

## Histoire
Les premiers documents de voyage pour les déplacements à l'étranger des citoyens japonais ont été introduits en 1866, vers la fin du shogunat Tokugawa. Ces documents prenaient la forme d'une "lettre de demande" tamponnée permettant aux citoyens japonais de voyager à l'étranger à des fins professionnelles ou éducatives. Le terme "passeport" a été officiellement introduit dans la langue japonaise en 1878, et en 1900, les premières réglementations régissant l'utilisation des passeports japonais ont été introduites. La forme moderne du passeport japonais est apparue en 1926, et les premiers passeports japonais conformes aux normes de l'OACI et lisibles à la machine ont été introduits en 1992.

## Types de passeports
- Passeport ordinaire : Délivré aux citoyens japonais normaux. Les passeports ordinaires sont délivrés pour deux durées de validité différentes : 5 et 10 ans. Les citoyens japonais âgés de moins de 19 ans ne peuvent obtenir qu'un passeport de 5 ans, tandis que ceux âgés de 20 ans ou plus peuvent choisir un passeport de 5 ans (bleu) ou de 10 ans (rouge) moyennant des frais d'enregistrement différents.
- Passeport officiel : Délivré aux membres de la Diète nationale et aux fonctionnaires.
- Passeport diplomatique : Délivré aux membres de la famille impériale, aux diplomates et aux membres de leur famille, ainsi qu'aux hauts fonctionnaires du gouvernement. Par convention, l'empereur et l'impératrice du Japon ne possèdent pas de passeport.
- Passeport d'urgence : Délivré aux ressortissants japonais à l'étranger lorsque des passeports lisibles à la machine ne peuvent être délivrés par une mission diplomatique du Japon en raison d'un dysfonctionnement et qu'il n'est pas possible d'attendre que le passeport soit délivré par le ministère des Affaires étrangères du Japon, ou aux ressortissants japonais à l'étranger qui n'ont pas reçu de document de voyage pour le retour au Japon, valable un an à compter de la date de délivrance.
- Document de voyage pour le retour au Japon (ja) : Document de voyage d'urgence à usage unique délivré aux ressortissants japonais d'outre-mer pour leur retour au Japon. La couverture est blanche et porte le sceau du gouvernement japonais en forme de paulownia. Invalidé immédiatement après utilisation.

Tous les passeports japonais délivrés après le 20 mars 2006 sont des passeports biométriques.

## Contenu et design des passeports
Les passeports japonais portent le sceau impérial du Japon en forme de chrysanthème inscrit au centre de la couverture avant, avec les caractères japonais 日本国旅券 (Nipponkoku ryoken, «  Passeport japonais ») inscrits au-dessus en écriture de sceau et sa traduction anglaise JAPAN – PASSPORT sous le sceau. Les passeports ordinaires valables cinq ans ont une couverture bleu foncé, et ceux valables dix ans ont une couverture de couleur cramoisie. En outre, les passeports officiels ont une couverture vert foncé et les passeports diplomatiques une couverture marron foncé.

### Page de données

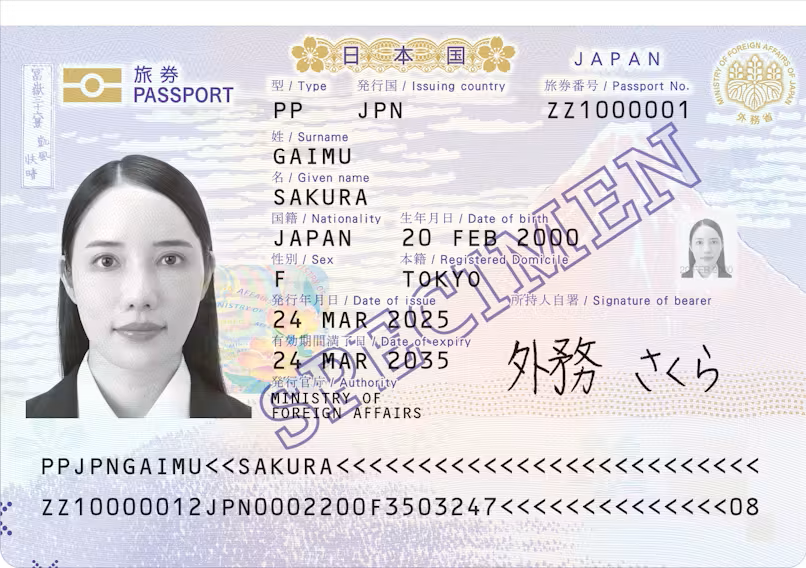
Page de données

- Photo du titulaire du passeport (largeur : 35 mm, taille : 45 mm ; hauteur de la tête (jusqu'au sommet des cheveux) : 34,5 mm ; distance du sommet de la photo jusqu'au sommet des cheveux : 3 mm)
- Type
- Pays de délivrance
- Numéro du passeport
- Nom de famille
- Postnom
- Nationalité
- Date de naissance
- Sexe
- Domicile enregistré
- Date de délivrance
- Date d'expiration
- Autorité émettrice
- Signature du titulaire
- La page d'information se termine par la zone de lecture automatique.

### Note sur les passeports
Les passeports contiennent une note du pays émetteur qui est adressée aux autorités de tous les autres pays, identifiant le porteur comme un citoyen de ce pays et demandant qu'il soit autorisé à passer et soit traité selon les normes internationales. La note à l'intérieur des passeports japonais indique

En japonais :
日本国民である本旅券の所持人を通路故障なく旅行させ、かつ、同人に必要な保護扶助を与えられるよう、関係の諸官に要請する。
Traduction : « Le ministre des Affaires étrangères du Japon demande à tous ceux que cela concerne de laisser passer librement et sans entrave le porteur, ressortissant japonais, et, en cas de besoin, de lui apporter toute l'aide et la protection possibles. »

## Liste des pays sans visa ou visa à l'arrivée
En janvier 2024, les citoyens japonais peuvent entrer sans visa préalable (soit absence de visa, soit visa délivré lors de l'arrivée sur le territoire) dans 194 pays et territoires pour des voyages d'affaires ou touristiques de courte durée. Selon l'étude de Henley & Partners, le passeport japonais est le plus puissant du monde (à égalité avec les passeports allemand, espagnol, français, italien et singapourien) en termes de liberté de voyages internationaux.

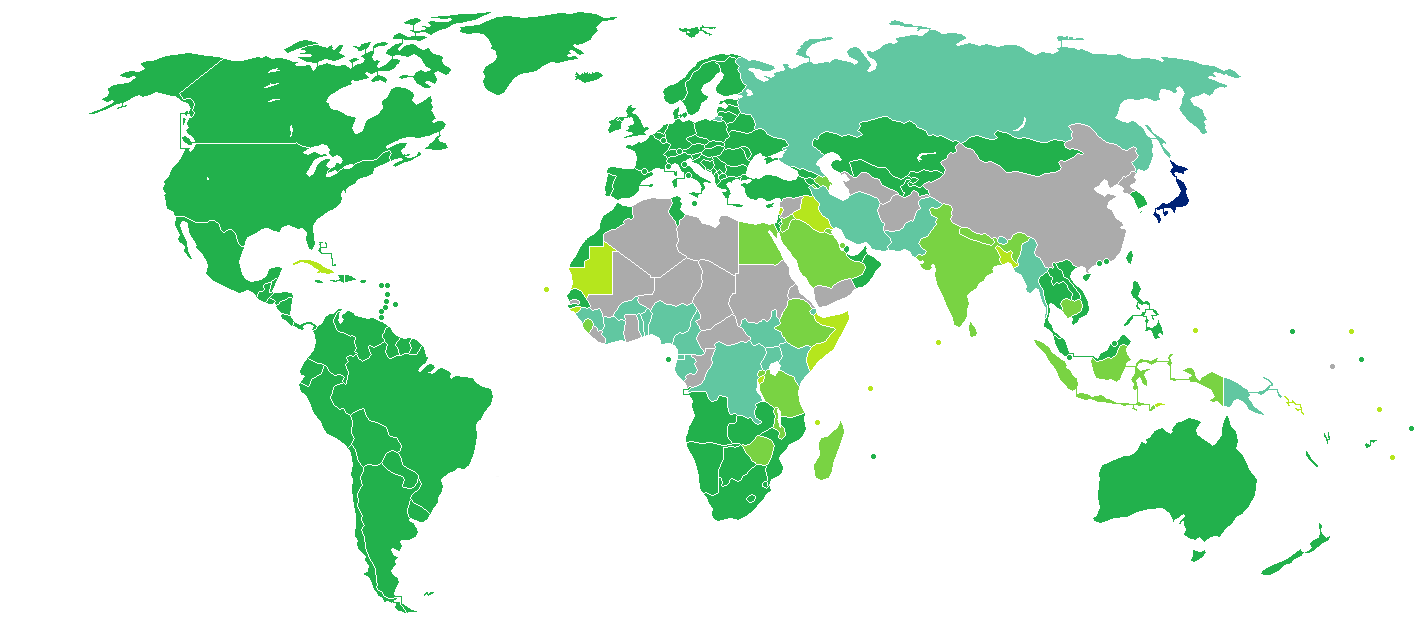
Pays et territoires avec des entrées sans visa ou un visa-sur-arrivée pour les titulaires de passeports japonais

## Afrique
| Maroc                               | 90 jours |
| Maurice                             | 3 mois   |
| Tunisie                             | 3 mois   |
| Lesotho (passeports MRP uniquement) | 3 mois   |

## Asie
| Turquie | 3 mois |
| Israël  | 3 mois |

| Brunei                                | 14 jours |
| Hong Kong (passeports SAR uniquement) | 90 jours |
| Macao (passeports SAR uniquement)     | 90 jours |
| République de Corée                   | 90 jours |
| Singapour                             | 3 mois   |
| Taiwan                                | 90 jours |

## Continent américain
| Pays                                | Durée maximale de séjour autorisée |
| ----------------------------------- | ---------------------------------- |
| Argentine                           | 3 mois                             |
| Bahamas                             | 3 mois                             |
| Barbade (passeports MRP uniquement) | 90 jours                           |
| Canada                              | 3 mois                             |
| Chili                               | 3 mois                             |
| Costa Rica                          | 3 mois                             |
| El Salvador                         | 3 mois                             |
| Etats-Unis d’Amérique               | 90 jours                           |
| Guatemala                           | 3 mois                             |
| Honduras                            | 3 mois                             |
| Mexique                             | 6 mois                             |
| République Dominicaine              | 3 mois                             |
| Surinam                             | 3 mois                             |
| Uruguay                             | 3 mois                             |

## Europe
| Pays                                        | Durée maximale de séjour autorisée |
| ------------------------------------------- | ---------------------------------- |
| Allemagne                                   | 6 mois                             |
| Andorre                                     | 90 jours                           |
| Autriche                                    | 6 mois                             |
| Belgique                                    | 3 mois                             |
| Bulgarie                                    | 90 jours                           |
| Chypre                                      | 3 mois                             |
| Croatie                                     | 3 mois                             |
| Danemark                                    | 3 mois                             |
| Espagne                                     | 3 mois                             |
| Estonie                                     | 90 jours                           |
| Finlande                                    | 3 mois                             |
| France                                      | 3 mois                             |
| Grèce                                       | 3 mois                             |
| Hongrie                                     | 90 jours                           |
| Irlande                                     | 6 mois                             |
| Islande                                     | 3 mois                             |
| Italie                                      | 3 mois                             |
| Lettonie                                    | 90 jours                           |
| Liechtenstein                               | 6 mois                             |
| Lituanie                                    | 90 jours                           |
| Luxembourg                                  | 3 mois                             |
| Macédoine                                   | 3 mois                             |
| Malte                                       | 3 mois                             |
| Monaco                                      | 90 jours                           |
| Norvège                                     | 3 mois                             |
| Pays-Bas                                    | 3 mois                             |
| Pologne                                     | 90 jours                           |
| Portugal                                    | 3 mois                             |
| République Tchèque                          | 90 jours                           |
| Royaume-Uni                                 | 6 mois                             |
| Roumanie                                    | 90 jours                           |
| Saint-Marin                                 | 3 mois                             |
| Serbie (passeports biométriques uniquement) | 90 jours                           |
| Slovaquie                                   | 90 jours                           |
| Slovénie                                    | 3 mois                             |
| Suède                                       | 3 mois                             |
| Suisse                                      | 6 mois                             |